# Konstantin I. Skotský
Konstantin I. (836–877), vlastním jménem Constantín mac Cináeda, byl králem Piktů. Byl synem Kennetha I. a následníkem svého strýce Donalda I. po jeho smrti 13. dubna 862. Období jeho vlády bylo poznamenáno zvýšenou aktivitou Vikingů usídlených v Irsku a Northumbrii v oblasti severní Británie. Konstantin sám padl v jedné bitvě s Vikingy.